# 석유 (드라마)
《석유》(石油)는 대한민국의 문화방송에서 제작·방영한 가상 드라마이다. 중동전으로 인해 150일간 원유수입이 중단될 경우 엄청난 혼란과 극한상황으로 몰리게 되는 인간들은 석유위기시대를 어떻게 극복할 것을 다루고 있으며, 결국 소비절약 뿐이라는 것을 강조하기 위해 방송되었다.

## 줄거리
미국 CIA와 일본 통산성(현 경제산업성)의 충격적인 최근 보고서를 근거로 1년간 기획하고 3개월 동안 야외 촬영과 미니추어 제작으로 결실을 보게 된 가상 드라마로, 석유가 주인공이다.